# Wujiquan
Il Wujiquan (无极拳) è un metodo di combattimento delle arti marziali cinesi; di matrice taoista, fa parte di quella che è definita scuola del monte Wudang. È classificabile come Neijia.

## Filosofia
Il Wuji è il non essere e la sua nascita precede quello dello Yin e dello Yang. Con il termine Wuji si indica quindi il vuoto, la non polarità. Tali principi sono propri della filosofia taoista e prendono spunto da uno dei libri sacri del Taoismo, il Tao Te Ching o "Libro della Via e della Virtù", di Laozi. Una frase molto antica dice Wuji er Taiji che può essere tradotta "in origine era il non polo, poi venne il polo". Cioè da quello che viene detto "brodo primordiale", il vuoto che c'era prima di tutto, venne lo stato di equilibrio (Taiji). Dal Wuji, dal vuoto iniziale parte tutto, ed a quel vuoto tutto tende a far ritorno. "Tutto sotto il cielo è generato dall'essere; l'essere nasce dal non essere". È interessante notare che la pratica marziale cinese ha attinto molto dalla filosofia taoista. Il concetto del Wuji (assenza di polarità, calma iniziale) permea il metodo di combattimento Wujiquan; quello di Taiji (l'equilibrio tra Yin e Yang) caratterizza il Taijiquan; il Bagua (gli otto trigrammi) ha portato alla creazione dello stile Baguazhang.

## Stile
La quintessenza del Wujiquan segue la teoria che l'uomo è una parte integrante della natura (根据天人合一 Genju Tian Ren Heyi) e vede le funzioni del corpo umano come le rotazioni del globo terrestre. Esso contiene 16 tipi di immagini naturali, 27 tipi di condizioni di pulsazione, 30 tipi di scheletri umani. Elenca 20 tipologie di Jin (劲, energia): Leng (冷), Dan(弹), Cui (脆), Kuai (快), Ying (硬), Chen (沉), Chang (长), Mian (绵), Rou (柔), Qiao (巧), Huo (活), Huan (缓), Qing (轻), Ling (灵), Dou (抖), Han (含), Xu (虚), Zhan (粘), Lian (连), Sui (随). Nel Wujiquan esterno ed interno coincidono, interno ed esterno corrispondono.
Il Wuji Quan, è il pugno del non essere (assenza di polarità). Contiene in sé i principi del Taiji quan. Alla base del Wuji c'è la considerazione che gli uomini sono un tutt'uno, e in conseguenza di ciò, l'attacco che viene dall'esterno in realtà è una disarmonia del tutt'uno da correggere con una forza contraria di eguale intensità, come spiega il detto Shengke zhi hua (生克制化, reciprocamente agire in opposizione per elaborare il cambiamento). Maggiore è la potenza dell'attacco, maggiore sarà la risposta. 
Scopo del wuji è quello della non azione, o meglio, secondo la visione taoista, si persegue l'azione non intenzionale, il Wu Wei, "Solo chi non combatte non sarà mai sconfitto", e nel momento in cui ci sarà un attacco lo scopo è quello di riportare tutto allo stato primordiale, al punto zero, eliminando la disarmonia senza crearne un'altra. Il wuji nella filosofia taoista non è altro che il vuoto che c'era prima di tutto, e conteneva tutto allo stato di potenziale. Da ciò sono nati lo Yin e lo Yang che si equilibrano nel Taiji. Il Wujiquan, prendendo la vita da questi principi fonde forza e morbidezza, velocità e lentezza, movimenti sinuosi e potenti e movimenti esplosivi e veloci.
Il termine Wuji implica quindi l'assenza di limiti o restrizioni che spesso sono propri di altri stili. È necessario per praticare questo metodo, avere solide basi e grandi abilità marziali in modo da integrare correttamente caratteristiche tipiche di altri stili. Il praticante ha una grande libertà nell'usare le sue abilità marziali. Pur nella sua libertà, caratteristica del wuji, così come di altri metodi taoisti, è la circolarità delle movenze; la radice di ciò è di matrice filosofica; infatti secondo il taoismo tutto si muove in circolo partendo dal Tao e tornando al Tao, in una continua trasformazione dall'essere al non essere, e viceversa. Fondamentale in tale metodo, così come in tutti i metodi marziali interni, sono le tecniche di respirazione collegate alla circolazione del Qi (l'energia interiore, Ki in giapponese), le note pratiche di Qigong (o Chi Kung, cioè abilità, Gong, del controllare l'energia interiore, Qi). Col termine Wuji, infatti, si intendono anche alcune pratiche di Qigong.
- Un elemento importante del Wujiquan è il lavoro in movimento delle 18 formule ritmate (行功有十八诀, Xinggong shiba jue) un esercizio fondamentale a mano nuda, che consiste in 18 posture collegate a 18 suoni/ideogrammi. La figura iniziale corrisponde a "Zhao" (朝, giorno) e quella finale a "Hui" (晦, notte). Le figure intermedie corrispondono a questi sedici ideogrammi: Tuo (托), Mo (摩), Rou (揉), Cuo (搓)、Si (丝), Kun (困), Chan (缠), rao (绕), Dian (点), An (按), Chai (拆), Xie (卸), Shun (顺), Xuan (旋), Liu (流), He (合).[2]
- Il Wujiquan di Tianjin è caratterizzato dal Wuji yifan ershiba shou (无极一反二十八手) anche detto Yifan ershiba shi (一反二十八式) e Pishou Luohanquan (劈手罗汉拳). A questo esercizio un certo Bai Yunpeng (白云鹏) avrebbe aggiunto Gongliquan, Xingyiquan e Taijiquan.

Come armi in questo ramo vengono insegnate: Damojian (达摩剑, la spada di Bodhidharma); Sanshou dao (三手刀); Zilong qiang (子龙枪); Simen qiang (四门枪).

## Storia
I praticanti di Wujiquan rivendicano un'origine antica, che più che reale è leggendaria e filosofica.
Per alcuni tale metodo di combattimento si fa risalire alle arti del Monte Wudang. Questo avviene perché oggi il Wujiquan è uno dei pugilati insegnati e classificati come scuola Wudang, infatti lo stile Wudangpai comprende il Wujiquan. 
A tali montagne è legata la storia del leggendario Zhang Sanfeng a cui si deve tradizionalmente la creazione di 13 posizioni da cui sarebbe nato tutto il sistema di Wudang e l'invenzione del Taijiquan. Tale stile ha caratteristiche comuni al Wujiquan, nella tecnica e nella filosofia.
I Documenti delle associazioni pugilistiche di Wushu della Città di Tianjin (天津市武术拳协录, Tianjin shi wushu quan xie lu) indicano Zhang Sanfeng come creatore del Wujiquan e questo stile come una scuola presente nell'area della città di Tianjin, ma raramente visibile. Un Maestro di Wujiquan in questa città è Gao Tiejing (高铁静).
Secondo Wang Junyan, il Wujiquan avrebbe avuto origine dal test del metodo di pugilato che era utilizzato nel sistema antico di esami imperiali civili e militari. In particolare durante l'epoca della dinastia Song del Nord il metodo di pugilato doveva seguire la teoria Wuji.
- Secondo le Memorie storiche e letterarie di Hangzhou (杭州文史资料记载, Hangzhou wenshi ziliao jizai), nel 1929, durante la prima sessione di Esami Nazionali (Guokao) di Guoshu di Hangzhou, Zhang Shaoxian (张绍贤) mostrò il Wujiquan.[4]
- Il Wujiquan non è da confondersi con il "Changshi Wuji" o Changjiaquan stile creato dal maestro Chang Naizhou (1724 - 1783).
- Una scuola ispirata ad uno stile chiamato Wuji e da un altro Xiaoyao diffusi durante la dinastia Song (960 - 1279), il Wuji Xiaoyaopai (o più estesamente Shusan Wuji Xiaoyaopai ), è stato creato da Liang Shouyu fondendo tecniche Emei, Wudang e Shaolin.[5] Anche in tale stile non sono presenti tecniche restrittive o limitative per il praticante che deve comunque avere una grande padronanza delle tecniche di base.
- Nel Dongbei, nell'area di Harbin e Dalian, sono presenti nove generazioni di praticanti di Wujiquan, tra cui oggi segnaliamo all'ottava generazione Wu Zhenshi (吴振世) ed alla nona due suoi allievi, Zhang Hongbo (张宏博) e Sun Yongwei (孙永伟).[6]

## Libri e articoli
- Dao Sheng 道晟, Xi shi michuan - Wujiquan 稀世秘传-无极拳, Hangzhou
- Wang Junyan王俊彦, Yuanyu wuju zhidu de Wuji quanfa 源于武举制度的无极拳法 articolo apparso sulla rivista "Zhonghua Wushu" nel numero 9 del dicembre 2004
- Shen Yuanzi申圆子, Xi shi michuan - Wujiquan 稀世秘传-无极拳, articolo apparso nel numero 06 del 2004 della rivista "Boji"
- Shen Yuanzi申圆子, Wujiquan xing gong shiba jue 无极拳行功十八诀, articolo apparso sul numero 12 del 2005 della rivista "Wudang"
- Wang Yong 王永 e Chao Xiaolin 朝小林, Xi shi michuan de Wujiquan 稀世秘传的无极拳, articolo apparso sulla rivista "Wulin"
- Yi Keyi一可译, Wuji quanpu tushuo quanji xiangji ziliao 无极拳谱图说全集详细资料, Neimenggu kexue jishu chubanshe (Casa editrice di scienze e tecnologia della Mongolia Interna), 1988